# Municipio de Belknap (Iowa)
El municipio de Belknap (en inglés: Belknap Township) es un municipio ubicado en el condado de Pottawattamie en el estado estadounidense de Iowa. En el año 2010 tenía una población de 1610 habitantes y una densidad poblacional de 26,36 personas por km².

## Geografía
El municipio de Belknap se encuentra ubicado en las coordenadas 41°18′11″N 95°25′55″O / 41.30306, -95.43194. Según la Oficina del Censo de los Estados Unidos, el municipio tiene una superficie total de 61.07 km², de la cual 59,13 km² corresponden a tierra firme y (3,18 %) 1,94 km² es agua.

## Demografía
Según el censo de 2010, había 1610 personas residiendo en el municipio de Belknap. La densidad de población era de 26,36 hab./km². De los 1610 habitantes, el municipio de Belknap estaba compuesto por el 96,71 % blancos, el 0,43 % eran afroamericanos, el 0,31 % eran amerindios, el 1,43 % eran de otras razas y el 1,12 % eran de una mezcla de razas. Del total de la población el 4,04 % eran hispanos o latinos de cualquier raza.